# IC 2269
IC 2269 је спирална галаксија у сазвјежђу Рак која се налази на листи објеката дубоког неба у Индекс каталогу.
Деклинација објекта је + 23° 2' 50" а ректасцензија 8h 18m 8,6s. Привидна величина (магнитуда) објекта IC 2269 износи 14,8 а фотографска магнитуда 15,6. IC 2269 је још познат и под ознакама CGCG 119-38, PGC 23278.